# Championnats du monde de ski nordique 1982
Championnats du monde de ski nordique. L'édition 1982 s'est déroulée à Oslo (Norvège) du 19 février au 28 février.

## Palmarès

### Ski de fond

#### Hommes
| Épreuve                                     | Or | Argent             | Bronze |
| 23 février : Ski de fond 15 km libre H      | Oddvar Brå | Alexander Savjalov | Harri Kirvesniemi |
| 20 février : Ski de fond 30 km libre H      | Thomas Eriksson | Lars-Erik Eriksen  | Bill Koch |
| 27 février : Ski de fond 50 km classique H  | Thomas Wassberg | Juri Burlakov      | Lars-Erik Eriksen |
| 25 février : Ski de fond relais 4 × 10 km H | Norvège Lars-Erik Eriksen Ove Aunli Pål Gunnar Mikkelsplass Oddvar Brå & Union soviétique Vladimir Nikitine Alexander Batjuk Juri Burlakov Alexander Savjalov |                    | Finlande Kari Härkönen Aki Karvonen Harri Kirvesniemi Juha Mieto & Allemagne de l'Est Uwe Bellmann Uwe Wünsch Stefan Schicker Frank Schröder |

##### Résultats

###### 15kmlibre
| Place | Nation           | Athlète            |
| ----- | ---------------- | ------------------ |
| 1er   | Norvège          | Oddvar Brå         |
| 2e    | Union soviétique | Alexander Savjalov |
| 3e    | Finlande         | Harri Kirvesniemi  |
| 4e    | Union soviétique | Juri Burlakov      |
| 5e    | Union soviétique | Alexander Batjuk   |
| 6e    | Finlande         | Juha Mieto         |

###### 30kmlibre
| Place | Nation           | Athlète            |
| ----- | ---------------- | ------------------ |
| 1er   | Suède            | Thomas Eriksson    |
| 2e    | Norvège          | Lars-Erik Eriksen  |
| 3e    | États-Unis       | Bill Koch          |
| 4e    | Norvège          | Ove Aunli          |
| 5e    | Finlande         | Juha Mieto         |
| 6e    | Union soviétique | Alexander Savjalov |

##### 50kmclassique
| Place | Nation           | Athlète            |
| ----- | ---------------- | ------------------ |
| 1er   | Suède            | Thomas Wassberg    |
| 2e    | Union soviétique | Juri Burlakov      |
| 3e    | Norvège          | Lars-Erik Eriksen  |
| 4e    | Union soviétique | Alexander Batjuk   |
| 5e    | Finlande         | Asko Autio         |
| 6e    | Union soviétique | Alexander Savjalov |

#### Femmes
| Épreuve                                    | Or                                                                  | Argent                                                                             | Bronze                                                                         |
| 22 février : Ski de fond 5 km libre F      | Berit Aunli                                                         | Hilkka Riihivuori                                                                  | Brit Pettersen                                                                 |
| 19 février : Ski de fond 10 km libre F     | Berit Aunli                                                         | Hilkka Riihivuori                                                                  | Květa Jeriová                                                                  |
| 26 février : Ski de fond 20 km classique F | Raisa Smetanina                                                     | Berit Aunli                                                                        | Hilkka Riihivuori                                                              |
| 24 février : Ski de fond relais 4 × 5 km F | Norvège Anette Bøe Inger-Helene Nybråten Berit Aunli Brit Pettersen | Union soviétique Ljubow Ljadowa Ljubow Sabolozkaja Raisa Smetanina Galina Kulakova | Allemagne de l'Est Petra Sölter Carola Anding Veronika Schmidt Barbara Petzold |

##### Résultats

###### 5kmlibre
| Place | Nation          | Athlète           |
| ----- | --------------- | ----------------- |
| 1er   | Norvège         | Berit Aunli       |
| 2e    | Finlande        | Hilkka Riihivuori |
| 3e    | Norvège         | Brit Pettersen    |
| 4e    | Norvège         | Anette Bøe        |
| 5e    | Tchécoslovaquie | Květa Jeriová     |
| 6e    | Tchécoslovaquie | Anna Pasiarová    |

###### 10kmlibre
| Place | Nation          | Athlète           |
| ----- | --------------- | ----------------- |
| 1er   | Norvège         | Berit Aunli       |
| 2e    | Finlande        | Hilkka Riihivuori |
| 3e    | Tchécoslovaquie | Květa Jeriová     |
| 4e    | Norvège         | Brit Pettersen    |
| 5e    | Norvège         | Anette Bøe        |
| 6e    | Suède           | Marie Johansson   |

###### 20kmclassique
| Place | Nation           | Athlète           |
| ----- | ---------------- | ----------------- |
| 1er   | Union soviétique | Raisa Smetanina   |
| 2e    | Norvège          | Berit Aunli       |
| 3e    | Finlande         | Hilkka Riihivuori |
| 4e    | Union soviétique | Ljubov Ljadova    |
| 5e    | Union soviétique | Galina Kulakova   |
| 6e    | Norvège          | Marit Myrmæl      |

### Combiné nordique
| Épreuve                                   | Or                                                               | Argent | Bronze       |
| 19 février : Combiné nordique K90 / 15 km | Tom Sandberg                                                     | Konrad Winkler | Uwe Dotzauer |
| 24 février : Combiné nordique par équipe  | Allemagne de l'Est Uwe Dotzauer Günther Schmieder Konrad Winkler | Finlande Jouko Karjalainen Rauno Miettinen Jorma Etelälahti & Norvège Hallstein Bøgseth Espen Andersen Tom Sandberg |              |

#### Résultats

##### Individuel
| Place | Nation               | Athlète           |
| ----- | -------------------- | ----------------- |
| 1er   | Norvège              | Tom Sandberg      |
| 2e    | Allemagne de l'Est   | Konrad Winkler    |
| 3e    | Allemagne de l'Est   | Uwe Dotzauer      |
| 4e    | Finlande             | Jouko Karjalainen |
| 5e    | Allemagne de l'Est   | Günther Schmieder |
| 6e    | Allemagne de l'Ouest | Thomas Müller     |

### Saut à ski
| Épreuve                         | Or                                                          | Argent                                                          | Bronze                                                               |
| 21 février : Saut à ski K90     | Armin Kogler                                                | Jari Puikkonen                                                  | Ole Bremseth                                                         |
| 28 février : Saut à ski K120    | Matti Nykänen                                               | Olav Hansson                                                    | Armin Kogler                                                         |
| février : Saut à ski par équipe | Norvège Johan Saetre Per Bergerud Ole Bremseth Olav Hansson | Autriche Hans Wallner Hubert Neuper Armin Kogler Andreas Felder | Finlande Keijo Korhonen Jari Puikkonen Pentti Kokkonen Matti Nykänen |

#### Resultats

##### K90
| Place | Nation   | Athlète        |
| ----- | -------- | -------------- |
| 1er   | Autriche | Armin Kogler   |
| 2e    | Finlande | Jari Puikkonen |
| 3e    | Norvège  | Ole Bremseth   |
| 4e    | Finlande | Matti Nykänen  |
| 5e    | Autriche | Andreas Felder |
| 6e    | Canada   | Horst Bulau    |

##### K120
| Place | Nation             | Athlète         |
| ----- | ------------------ | --------------- |
| 1er   | Finlande           | Matti Nykänen   |
| 2e    | Norvège            | Olav Hansson    |
| 3e    | Autriche           | Armin Kogler    |
| 4e    | Allemagne de l'Est | Klaus Ostwald   |
| 4e    | Norvège            | Ole Bremseth    |
| 6e    | Finlande           | Pentti Kokkonen |

## Récapitulatif des médailles par pays
| Rang | Nations            | Médaille d'or | Médaille d'argent | Médaille de bronze | Total |
| ---- | ------------------ | ------------- | ----------------- | ------------------ | ----- |
| 1    | Norvège            | 7             | 3                 | 4                  | 14    |
| 2    | Suède              | 2             | -                 | -                  | 2     |
| 3    | Finlande           | 1             | 4                 | 4                  | 9     |
| 4    | Union soviétique   | 1             | 4                 | -                  | 5     |
| 5    | Allemagne de l'Est | 1             | 1                 | 2                  | 4     |
| 6    | Autriche           | 1             | 1                 | 1                  | 3     |
| 7    | États-Unis         | -             | -                 | 1                  | 1     |
| -    | Tchécoslovaquie    | -             | -                 | 1                  | 1     |